# دوامة اضطرابية

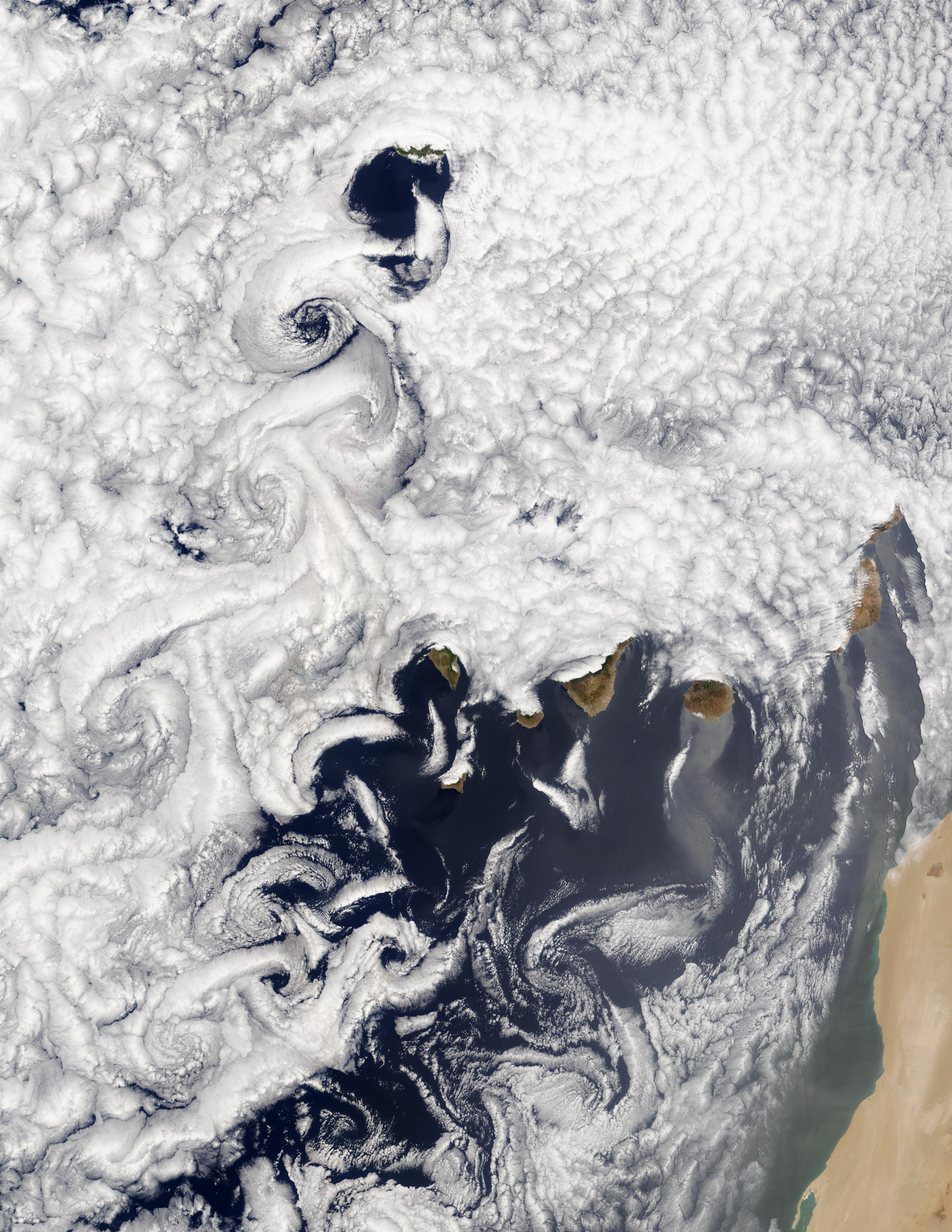

الدوامات الاضطرابية (Eddies) من ظواهر حركة الموائع، تُميّز عن الدوامات (Vortices) اصطلاحا رغم تشابه الظاهرتين، وذلك لأن الدوامة الاضطرابية تتناقص زمنيا أو مكانيا ولها خواص أخرى تتعلق بحدوثها في طور جريان مضطرب (بخلاف الدوامة «العادية» الحادثة في جريان صفيحي «مستقر»).